# Georgie Twigg
Georgina Sophie Twigg MBE (ur. 21 listopada 1990 w Lincoln) – brytyjska hokeistka na trawie, grająca na pozycji pomocniczki.
W reprezentacji Anglii zadebiutowała w lipcu 2010 r. W tym samym roku stanęła na najniższym stopniu podium Champions Trophy, Igrzysk Wspólnoty Narodów oraz mistrzostw świata. W latach 2011—2015 trzykrotnie zdobywała medale mistrzostw Europy, każdy w innym kolorze. Stawała też na olimpijskim podium w obu startach, zdobywając brąz przed własną publicznością w Londynie oraz złoto w Rio de Janeiro. Po odniesieniu największego sukcesu w karierze bezterminowo zawiesiła karierę sportową, poświęcając się pracy w zawodzie prawniczym. W 2018 roku potwierdziła, że nie zamierza powracać na boisko.
W 2019 roku zaręczyła się ze swoim wieloletnim partnerem, Iainem Lewersem, również laskarzem kadry narodowej. Jej znakiem charakterystycznym są perłowe kolczyki.